# 加藤ひろあき
加藤 ひろあき（かとう ひろあき、1983年3月9日 - ）は日本のシンガーソングライター、インドネシア語翻訳家・通訳、大学講師、ミュージカル俳優。インドネシアに在住し、バラエティ番組や旅番組のテレビタレント、クイズ番組の司会者としても活動している。

## 概要
東京都立国分寺高等学校を卒業後、東京外国語大学外国語学部東南アジア課程インドネシア語専攻へ入学。入学後にサッカー部に所属しながら、音楽活動を始めた。インドネシア留学中にジャワ島中部地震に被災。6000人以上が亡くなった中で自分が生き残った意味を考え、現地学生団体と共に救援物資と音楽を被災地に届けるボランティア活動を行う。
2008年から2013年まで、北海道札幌市のYOSAKOIソーラン祭りチーム「Gush」に参加、テーマ曲のボーカル、ラップ、旗持ちを担当。また、宮城県仙台市で開催のみちのくYOSAKOIまつりにも「Gush」と参加した。2014年は、インドネシアに移住したため、テーマ曲「アイルマタ　命の水」の作曲で参加した。
2013年にCOWCOWがインドネシアを訪れてネタ披露をした際には、 「あたりまえ体操」のインドネシア語版「Senam yang iya iyala」の翻訳、歌、現地コーディネートを担当し、人気を博した。その後もよしもとクリエイティブ・エージェンシーの「インドネシア住みます芸人」らの芸能マネージメントの仕事も行っている。
2014年4月からジャカルタに在住しており、現在、インドネシアでは著名な日本人タレントとしてテレビのバラエティ番組で活躍中。旅番組『Indonesia Banget !』にレギュラー出演し、インドネシア各地をレポートしていほか、日本をテーマにしたクイズ番組『Quiz Surprise Japan』の司会を行っている。同番組はANA国際線の機内番組にも採用されている。
シンガーソングライターとしては、ジャカルタ各地の日本関連イベントでのライブを中心に自作曲やインドネシアのヒット曲を歌っている。2017年にリリースしたアルバム『Hiroaki Kato』に収録の「涙そうそう」のインドネシア語バージョンは、インドネシアでスマッシュヒット。
2016年は那覇市、東京都、2017年は那覇市、浜松市、神戸市、東京都などと、日本へ凱旋してのライブも実現した。
2018年9月にジャカルタ及びパレンバンにて行われたアジア競技大会2018の公式ソング「Bright As The Sun」、公式テーマソング「Meraih Bintang」のオフィシャル日本語バージョンを訳詞、歌唱し、パレンバン会場オープニングセレモニーでのトリを務めた。
同年10月にジャカルタにて行われたアジアパラ競技大会2018公式テーマソング「Song Of Victory」のオフィシャル日本語バージョンを担当した。
趣味はサッカー。無精に見える髷のようなヘアスタイルをすることが多いが、実は日本ではバリ島好きのオーナーがやっているヘアサロンに通って手入れをしていた。インドネシアではハンサムなタレントとして女性に人気がある。

## 来歴
- 1983年3月9日 - 東京都小金井市生まれ。
- 2002年4月 -  中央線沿線を中心に路上ライブを行い、音楽活動を開始。同年、八王子市のライブハウスクラブハバナに初出演。
- 2006年3月 - インドネシアジョグジャカルタのガジャ・マダ大学[2]に留学。
- 2006年4月-2007年3月 - インドネシアのFMラジオ局101.7Swaragama FMで、日本の音楽や文化を紹介する番組『Ichigo』のメインパーソナリティーを勤める[3]。
- 2006年5月27日 - ジャワ島中部地震に被災。6000人以上が亡くなった中で自分が生き残った意味を考え、現地学生団体と共に救援物資と音楽を被災地に届けるボランティア活動を行う。
- 2008年9月9日-15日 - 東京都足立区のシアター1010で上演のMotion Rock Opera『Life Pathfinder 2008 TOKYO / Lost in Life』に出演[4]。
- 2009年3月7日 - 渋谷アピア（現Apia40）にて初ワンマンライブ。
- 2009年6月 - YOSAKOIソーラン祭りダンスチーム「Gush」にラッパーとして参加。
- 2009年9月17日-18日 - 静岡県富士市の富士市文化会館ロゼシアターで上演のミュージカル『Sylphy』にアズマ役で出演[5]。
- 2010年4月 - 東京外国語大学言語文化専攻・言語情報学研究コース・インドネシア語修了。
- 2010年8月27日-9月5日 - 東京都武蔵野市の吉祥寺シアターで上演のMotion Rock Opera『Life Pathfinder 2010  Tour to the End』（構成：松高タケシ、音楽：山下透）に出演。
- 2010年9月23日 - ミニアルバム『テリマカシ』を発売。
- 2011年7月 - 代々木公園にて[インドネシア共和国大使館主催の「Indonesia Festival 2011」の司会を務め、アーティストとして出演。
- 2011年8月14日 - 東京都渋谷区の原宿アストロホールにてワンマンライブ「テリマカシ」を開催。
- 2011年11月 - インドネシアでライブ開催、 Radio Sonoraなど複数のラジオ局にゲスト出演。インドネシアのニュースサイト『Kompas』[6]、『Detik Bandung』[2]などが報道。
- 2012年6月30日-7月1日 - 東日本大震災で被災した岩手県大船渡市、陸前高田市をノチ圃ドと訪れ、無料公演実施[7][8]。
- 2012年9月11日、12日 - 六本木ミッドタウンで開催の「Festival Indonesia 2012」でメイン司会を務め、ゲストのKOTAKと代表曲「Pelan-pelan saja」でコラボレーション。
- 2013年3月8日 - 東京都渋谷区のライブハウスHOMEでワンマンライブ「Tiga Puluh〜グッバイ、俺の二十代〜」を開催。
- 2013年7月20日-29日 - 東京都武蔵野市の吉祥寺シアターで上演のMotion Rock Opera『Life Pathfinder 2013』に出演。
- 2013年9月21日、22日 - 六本木ヒルズアリーナで開催の「Festival Indonesia 2013」でメイン司会を務め、ゲストのマイク・モヘデ（Mike Mohede）と「Sempurna」をコラボレーション。
- 2013年10月22日 - アンドレア・ヒラタのインドネシア語小説『虹の少年たち』（Laskar Pelangi）を福武慎太郎と翻訳。
- 2014年4月12日 - 東京都杉並区高円寺STUDIO Kにて、「ジャパンツアーファイナル」ワンマンライブを開催。
- 2014年4月24日 - 活動拠点をインドネシアのジャカルタに移す[9]。
- 2014年5月15日 - インドネシアTransTVのバラエティ番組『YuKeepSmile』に出演。
- 2014年6月21日 - インドネシアのブリトゥン島で開催の『Festival Laskar Pelangi 2014』に歌手、『虹の少年たち』の翻訳者として出演[10]。
- 2014年9月6日 - インドネシアRajawali TVの旅番組『Indonesia Banget !』にレギュラー出演開始[11]。月に1個所程度のペースで、インドネシア国内を訪れて2日間にわたり紹介中。
- 2015年6月9日 - 日本テレビ『ZIP!』で「ハテナゼ　日本ではあまり知られていない海外で有名な日本人」の一人として石井健雄などとともに紹介。
- 2015年7月19日 - ベトナムホーチミン市で開催の日越文化交流フェスティバル「TOUCH Summer」のライブにCeui、城南海らと出演。
- 2015年10月31日 - インドネシアのWAKUWAKU JAPANチャンネルの『QUIZ SURPRISE!! JAPAN』(毎週土曜日19:00-20:00)の司会を担当[12]。
- 2017年2月9日 - インドネシアで初のシングルCD『Buatmu Tertawa』をリリース[13][14]。
- 2017年3月9日 - インドネシアで初のCDアルバム『Hiroaki Kato』をリリース。
- 2017年12月13日 - 東京都渋谷区の原宿アストロホールにて伊藤陽佑（LITO）、古賀久士、mimpi*β（Uotomizz）、ハレルヤシスターズらと凱旋ライブ「TERIMAKASIH」を開催。
- 2018年9月 - ジャカルタ及びパレンバンにて行われたアジア競技大会2018の公式ソング「Bright As The Sun」、公式テーマソング「Meraih Bintang」のオフィシャル日本語バージョンを訳詞、歌唱し、パレンバン会場オープニングセレモニーでのトリを務めた。
- 2018年10月 - ジャカルタにて行われたアジアパラ競技大会2018公式テーマソング「Song Of Victory」のオフィシャル日本語バージョンを担当した。
- 2020年8月 - インドネシア、ジャカルタにて、結婚したことを発表。妻はバンドン出身で人気バンドMOCCAのボーカル・エリーナ・エフィパニア。
- 2021年3月 - NHK総合テレビ、国際放送の「花は咲く」多言語版にインドネシア語の歌手として参加。

## ディスコグラフィ

### アルバム
- 『Hiroaki Kato』( 2017年3月9日)
  1. Minami Kaze（作詞、作曲、訳詞：加藤ひろあき、Arina Ephipania）
  2. Buatmu Tertawa（作詞、作曲：加藤ひろあき、Arina Ephipania）
  3. Ruang Rindu (feat. Noe Letto)（作詞、作曲：Noe Letto、訳詞：加藤ひろあき）
  4. Musik（作詞、作曲、訳詞：加藤ひろあき、Arina Ephipania）
  5. Beda Selera（作詞、作曲：加藤ひろあき、Arina Ephipania）
  6. My Everything（作詞、作曲：Tiên Tiên、訳詞：加藤ひろあき、Arina Ephipania）
  7. Jakarta Sunset（作詞、作曲：加藤ひろあき、Arina Ephipania）
  8. Happy!（作詞、作曲：Arina Ephipania、訳詞：加藤ひろあき）
  9. Terima Kasih（作詞、作曲：加藤ひろあき、訳詞：加藤ひろあき、Arina Ephipania）
  10. Nada Sousou (feat. Arina Mocca)（作詞：森山良子、作曲：BEGIN、訳詞：加藤ひろあき、Arina Ephipania）

### シングル
- 『テリマカシ』( 2010年9月23日 、Pahlawan Records PLCD-0001)
  1. 南風 （作詞、作曲：加藤ひろあき）
  2. Musik （作詞、作曲：加藤ひろあき）
  3. Samurai （作詞、作曲：加藤ひろあき）
  4. Terima Kasih （作詞、作曲：加藤ひろあき）

ギター：藤岡幹大
- 『Buatmu Tertawa』(2017年2月9日 、Yoshimoto Kreatif Indonesia)
  1. Buatmu Tertawa -あなたの笑顔-（作詞、作曲：加藤ひろあき、Arina Ephipania）

- 『Ruang Rindu feat. Noe Letto』(2017年5月22日 、Yoshimoto Kreatif Indonesia。配信のみ。)
  1. Ruang Rindu（作詞、作曲：Noe Letto、訳詞：加藤ひろあき、編曲：Ari Renaldi）

- 『Jakarta Sunset』(2017年6月20日 、Yoshimoto Kreatif Indonesia。配信のみ。)
  1. Jakarta Sunset（作詞、作曲：加藤ひろあき、Arina Ephipania）

### 参加作品
- PATHFINDER+『Life pathfinder 2008』(2009年3月6日 PLCD-0021)
  - 3.「この世界の歌」（歌：加藤ひろあき、アイハラミホ、作詞：松高タケシ、作曲：山下透）

- KINYA & Alpha『摩天楼ブルース』（2009年3月12日、アルファコア）
  - 「Start Dash」（歌：落合福嗣、加藤ひろあき、作詞、作曲：加藤ひろあき）

- Gush 『Gush 2008-2011』(2011年10月14日、PaKaLoLo Records PLCD-0022)
  - 「Gush2011 命の星でII」（歌：西平せれな、加藤ひろあき、山下透、作詞、作曲：山下透）
  - 「Gush2010 共生」（歌：西平せれな、加藤ひろあき、山下透、作詞、作曲：山下透）
  - 「Gush2009 Color」（歌：西平せれな、加藤ひろあき、山下透、作詞、作曲：山下透）

## 翻訳
- 2013年10月22日 - 『虹の少年たち』（Laskar Pelangi）

アンドレア・ヒラタ（Andrea Hirata）著のインドネシア語小説。福武慎太郎と翻訳。サンマーク出版。